# N627 (België)
De N627 is een gewestweg in België die de Nederlandse grens verbindt (nabij Moelingen) met de stad Verviers. De route heeft een lengte van ongeveer 23,5 kilometer.

## Traject
De N627 begint aan de grensovergang tussen Withuis (Nederland) en Moelingen (België) en loopt vervolgens via Berneau, Mortroux, Julémont, Battice, Petit-Rechain en Dison tot Verviers.

## Bezienswaardigheden

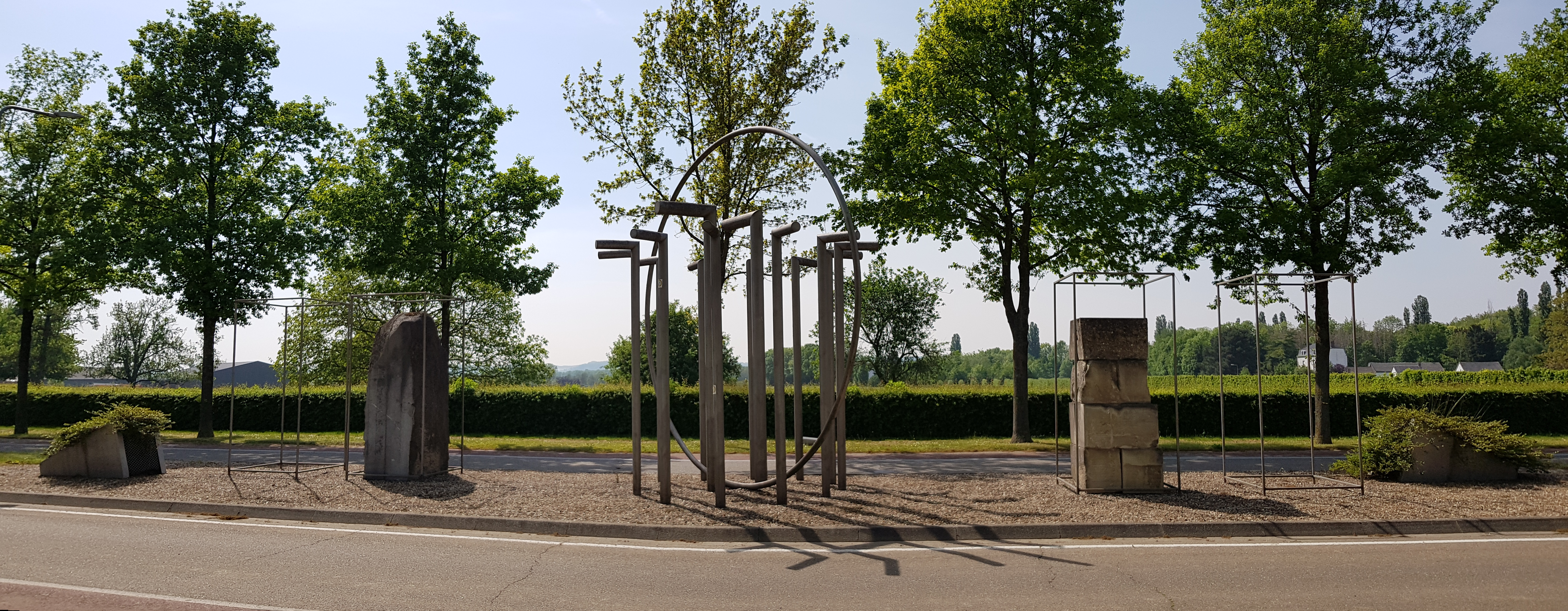
Monument voormalige grensovergang.

Aan de N627 staan diverse kerken, monumenten en andere bezienswaardigheden.
- Op de grensovergang bij Withuis herinnert een monument aan de voormalige douanepost, waar sinds 1992 geen controle meer plaatsvindt.
- Via deze grensovergang vluchtte keizer Wilhelm II op 10 november 1918 naar Nederland.
- In Moelingen herdenkt een monument tien burgerslachtoffers tijdens de Duitse invasie in augustus 1914.
- De Sint-Servaaskerk in Berneau.
- De Heilige Maagd Mariakerk in Julémont.
- De Sint-Vincentius a Paulokerk in Battice aan de kruising met de N3.
- De Pilaar in Petit-Rechain.
- De Sint-Fiacriuskerk in Dison, naast de oprit naar de A27/E42.
- De Protestantse kerk in Hodimont, stadsdeel van Verviers.
- De Sint-Antoniuskerk in Verviers, aan de N627a.

## N627-varianten
Rond de N627 zijn er verschillende infrastructurele verbindingsstukken en bypasses aangelegd die ieder een eigen nummer hebben gekregen. Deze nummers zijn niet op de weg zelf zichtbaar, een enkele route is nog wel te vinden op kilometerbordjes.

### N627a
De N627a is een aftakking van de N627 in Verviers. De weg ligt parallel aan de N627 en gaat via Pont du Chêne en Rue de Dison, enkel in noordwaartse richting als een eenrichtingsverkeersweg.
De N627a heeft een lengte van ongeveer 900 meter en heeft daarbij aansluitingen met de R61, N627b, N627c en N627.

### N627b
De N627b loopt aan de noordkant van de rivier de Vesder in Verviers door de straten Rues Jules Cerexhe en Rue Saucy. De route heeft een lengte van ongeveer 600 meter en heeft aansluitingen met de N627 en de N627a.

### N627c
De N627c is een verbindingsweg in Verviers tussen de N627a en de N627. De ongeveer 200 meter lange route gaat over de Rue de Hodimont.

### N627d
De N627d is een aftakking van de N627 in Verviers en verbindt de N627 met de N227b. De ongeveer 200 meter lange route gaat over de Rue du Moulin en is ingericht als eenrichtingsverkeersweg.

### N627e
De N627e is een 350 meter lange weg aan de westkant van Verviers. N627e gaat Rue des Combattants vanaf de afrit 4 van de A27 E42 en komt ten einde bij het kruispunt met de Avenue des Villas.

### N627f
De N627f is een verbindingsweg van de N627 in de plaats Dison ten noorden van Verviers. Doordat de N627 ter plaatse eenrichtingsverkeer is, is er in noordwaartse richting een oostelijker gelegen straat N627f gegeven. De N627f heeft een lengte van ongeveer 1,3 kilometer en gaat via de Rue Neufmoulin, Rue du Moulin, Rue Trauty, Rue des Ecoles, Place Luc Hommel en Place du Marché.